# Brenthia cubana
Brenthia cubana là một loài bướm đêm thuộc họ Choreutidae. Nó được tìm thấy ở Cuba.
Chiều dài cánh trước khoảng 3.5 mm.